# Hôtel de préfecture de la Drôme
L'hôtel de préfecture de la Drôme est un bâtiment situé à Valence, en France. Il sert de préfecture et abrite les administrations du département de la Drôme. Il se trouve au 3 boulevard Vauban, dans le  quartier du centre-ville.

## Localisation
L'édifice est situé dans le département français de la Drôme, sur la commune de Valence.